# Kanalwiesen Wendisch Rietz

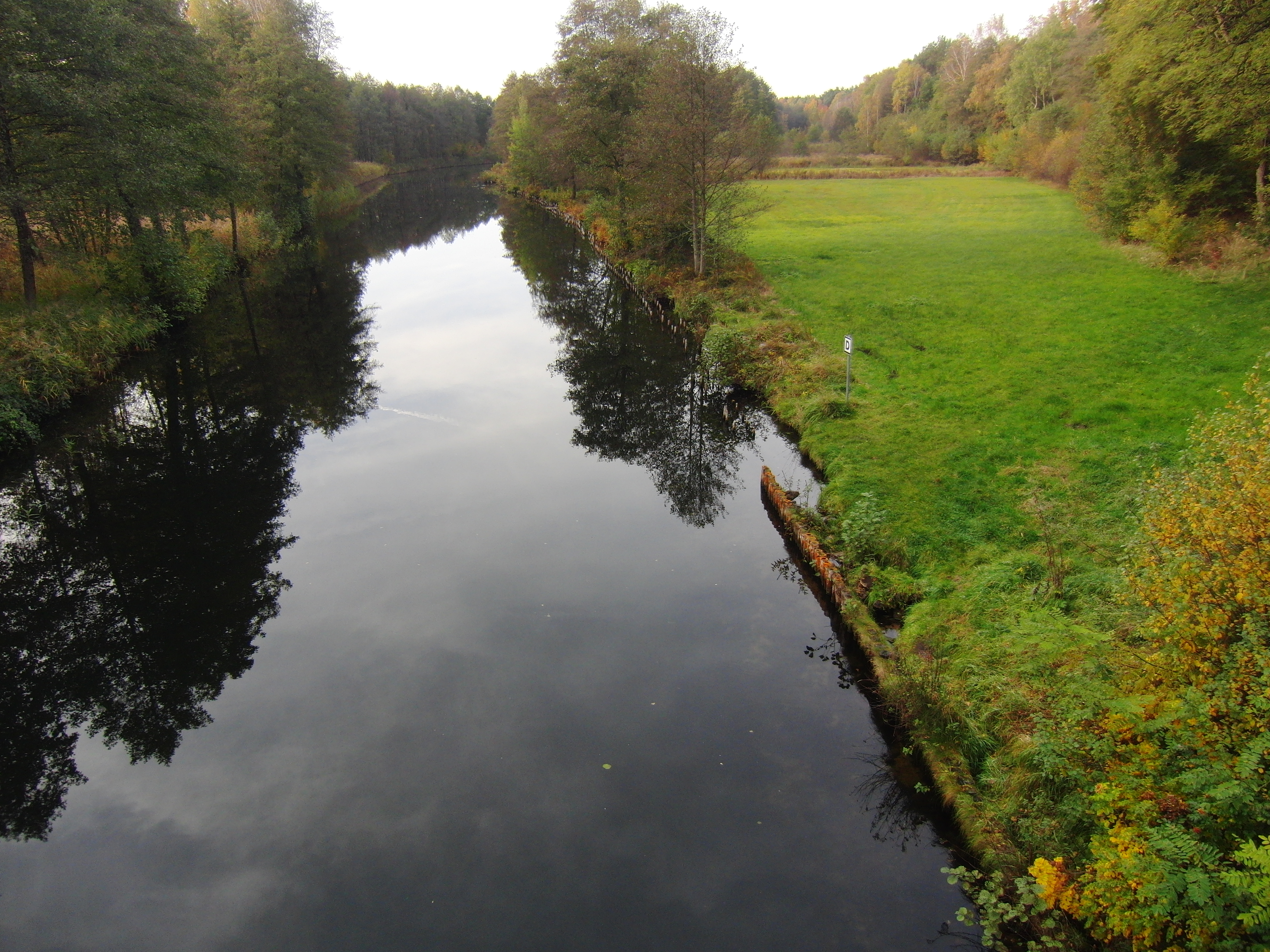
Die Kanalwiesen bei Wendisch Rietz von der Schafsbrücke Richtung (2012)

Das Naturschutzgebiet Kanalwiesen Wendisch Rietz liegt auf dem Gebiet der Stadt Storkow (Mark) und der Gemeinde Wendisch Rietz im Landkreis Oder-Spree in Brandenburg.
Das Gebiet mit der Kenn-Nummer 1441 steht seit dem 17. Dezember 2002 unter Naturschutz. Das rund 108 ha große Naturschutzgebiet erstreckt sich nordwestlich des Kernortes Wendisch Rietz entlang des Storkower Gewässers. Westlich verläuft die B 246, am nördlichen Rand erstreckt sich der 3,7 km² große Große Storkower See und östlich der 12,1 km² große Scharmützelsee.

## Bedeutung
Das Naturschutzgebiet umfasst eine vermoorte Schmelzwasserrinne, einen Ausläufer eines Binnendünenzuges mit Kessel- und Versumpfungsmooren und einen Bereich am Südwestufer des Großen Storkower Sees.